# 신장미
신장미(본명: 신유진, 1984년 6월 26일 ~ )는 대한민국의 가수다.

## 학력
- 동덕여자대학교 방송연예학과 졸업

## 음반
- 2005년 Sweet Violet
- 2008년 알러뷰
- 2015년 꿀이다
- 2017년 Follow me

## 뮤직비디오
- 2008년 장미 - 알러뷰
- 2015년 장미 - 꿀이다
- 2017년 장미 - Follow me